# Льюис, Оливер (скрипач)
Оливер Льюис (англ. Oliver Lewis, р. 12 мая 1971) — британский скрипач-вируоз. В октябре 2010 года поставил новый рекорд исполнения «Полёта шмеля» — 1 минута 3,356 секунд.
Начал играть на скрипке в восемь лет. В двенадцать лет руководил Национальным детским оркестром Великобритании. Обучался в Школе Перселла для Молодых Музыкантов и Гилдхоллской школе музыки и театра, а также окончил Бернскую консерваторию.